# Eupelmus catoxanthae
Eupelmus catoxanthae is een vliesvleugelig insect uit de familie Eupelmidae. De wetenschappelijke naam is voor het eerst geldig gepubliceerd in 1940 door Ferrière.